# Sabanas Nuevas
Sabanas Nuevas es una localidad del municipio de Centro ubicado en la subregión centro del estado mexicano de Tabasco.

## Geografía
La localidad de Sabanas Nuevas se sitúa en las coordenadas geográficas 18°01′06″N 92°41′37″O / 18.018333, -92.693611, a una elevación de 5 metros sobre el nivel del mar.

## Demografía
Según el Conteo de Población y Vivienda 2020, efectuado por el Instituto Nacional de Estadística y Geografía, la localidad de Sabanas Nuevas tiene 111 habitantes, de los cuales 54 son del sexo masculino y 57 del sexo femenino. Su tasa de fecundidad es de 2.21 hijos por mujer y tiene 32 viviendas particulares habitadas.
| Gráfica de evolución demográfica de Sabanas Nuevas entre 1940 y 2020 |
|                                                                      |
| INEGI.                                                               |